# Peter Kern

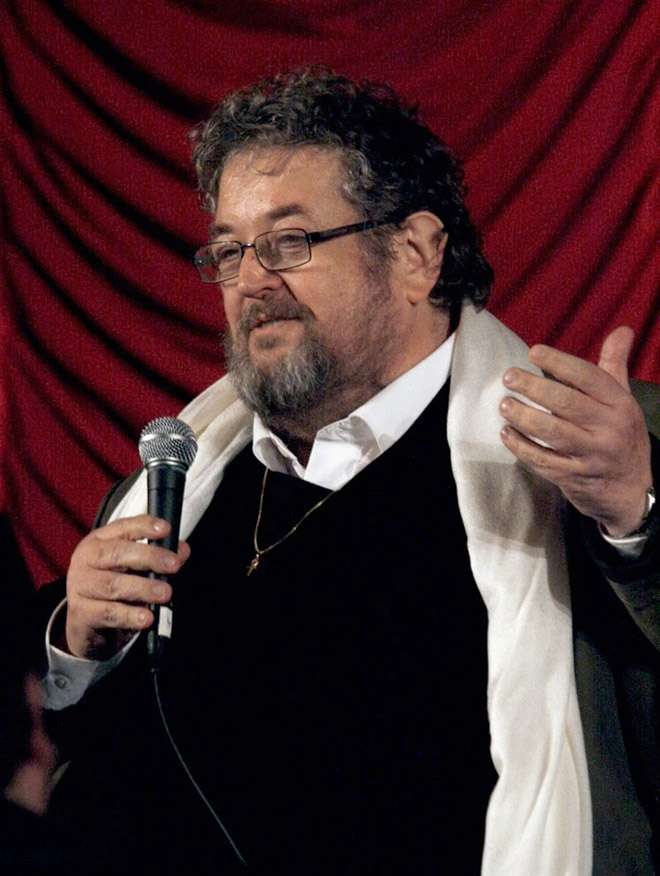
Peter Kern bij de première van Blutsfreundschaft in het kader van de "Viennale" van 2009

Peter Kern (Wenen, 13 februari 1949 – aldaar, 26 augustus 2015) was een Oostenrijks acteur, regisseur, filmproducent en schrijver voor kranten en tijdschriften.

## Biografie
Kern was als kind lid van de Wiener Sängerknaben en studeerde handel. Na toneelonderricht bij Polly Kügler in Wenen maakte hij zijn debuut als Gluthammer in Der Zerrissene aan de Burgenländische Landesbühne in Eisenstadt. Van 1968 tot 1971 was hij op tournee met de musical Hair. Vervolgens kreeg hij van Peter Lilienthal zijn eerste filmrol in de televisiefilm Jacob von Gunten. Voor zijn rol in Falsche Bewegung (1975) en Flammende Herzen (1978) kreeg Kern de gouden Bundesfilmpreis voor 'beste mannelijke hoofdrol'. Hij speelde ook theater in verschillende schouwburgen en regisseerde in 1985 Eyens Frauen hinter Gittern in het Münchense Boulevardtheater.
Hij maakte ook naam als documentairemaker en richtte in 1978 zijn Luxor-Filmproduktion op. In 1983 maakte hij samen met Kurt Raab zijn eerste speelfilm Die Insel der blutigen Plantage. Andere films volgden. Zijn laatste film was The Last Summer of the Rich (2015) die werd vertoond tijdens het Berlijnse Filmfestival.
Kern overleed in augustus 2015 op 66-jarige leeftijd.

## Filmografie
- 1972 - Ludwig – Requiem für einen jungfräulichen König (regie: Hans-Jürgen Syberberg)
- 1974 - Faustrecht der Freiheit (regie: Rainer Werner Fassbinder)
- 1974 - La Paloma (regie: Daniel Schmid, hoofdrol: Graf Isodor)
- 1975 - Falsche Bewegung (regie: Wim Wenders)
- 1975 - Mutter Küster's Fahrt zum Himmel (regie: Rainer Werner Fassbinder)
- 1976 - Sternsteinhof (regie: Hans W. Geißendörfer)
- 1976 - Die Wildente (regie: Hans W. Geißendörfer)
- 1977 - Hitler, ein Film aus Deutschland (regie: Hans-Jürgen Syberberg)
- 1978 - Despair – eine Reise ins Licht (regie: Rainer Werner Fassbinder)
- 1978 - Flammende Herzen (regie: Walter Bockmayer, Rolf Bührmann)
- 1979 - Neues vom Räuber Hotzenplotz (regie: Gustav Ehmck)
- 1983 - Die wilden Fünfziger (regie: Peter Zadek)
- 1986 - Kir Royal (regie: Helmut Dietl)
- 1992 - Terror 2000 – Intensivstation Deutschland (regie: Christoph Schlingensief)
- 1996 - Alma – A Show Biz ans Ende (regie: Paulus Manker)
- 2002 - Hamlet – This is your family (met Christoph Schlingensief, Torsten Lemmer)
- 2006 - Die toten Körper der Lebenden (met Traute Furthner)
- 2009 - Blutsfreundschaft (met Helmut Berger)

- Biblioteca Nacional de España: XX1604641
- Bibliothèque nationale de France: cb162314369 (data)
- Gemeinsame Normdatei: 119335484
- International Standard Name Identifier: 0000 0000 8161 7563
- Library of Congress Control Number: no99065700
- Nationale Bibliotheek van Tsjechië: pna2010574702
- SNAC: w6mf351j
- Système universitaire de documentation: 15564534X
- Virtual International Authority File: 87338605
- WorldCat: E39PBJp9vPgkfDVwkVvc3C9kXd